# Соустин, Виктор Алексеевич
Виктор Алексеевич Соустин (18 ноября 1924 года — 12 апреля 2001 года) — гвардии старший сержант, командир орудия 83-го гвардейского отдельного истребительно-противотанкового артиллерийского дивизиона 79-й гвардейской стрелковой дивизии 28-го гвардейского стрелкового корпуса 8-й гвардейской армии 1-го Белорусского фронта, полный кавалер Ордена Славы (1966).

## Биография
Родился 18 ноября 1924 года в селе Мокшан (ныне посёлок Мокшанского района Пензенской области) в семье рабочего.
В 1934 году переехал с семьей в город Топки Кемеровской области. Окончил 7 классов. Работал кочегаром, слесарем в вагонном депо.
В августе 1942 года призван в ряды РККА, с апреля 1943 года на фронтах Великой Отечественной войны.
В августе 1944 года, будучи наводчиком орудия 2-й батареи 83-го отдельного гвардейского истребительно-противотанкового дивизиона 79-й гвардейской стрелковой дивизии 8-й гвардейской армии 1-го Белорусского фронта, гвардии младший сержант Соустин в составе орудийного расчёта при форсировании реки Висла уничтожил 2 автомашины противника, склад горючего и пулемётную точку. 28 августа 1944 года награждён орденом Славы 3 степени.
2 февраля 1945 года в бою в районе населенного пункта Дроссен в 20 км к юго-востоку от Кюстрина командир орудия того же истребительно-противотанкового дивизиона гвардии сержант Соустин со своим расчётом поразил более 10 солдат противника, несколько повозок и 4 автомашины с грузами. При форсировании реки Одер в феврале 1945 года в числе первых переправил своё орудие на левый берег реки. В бою за высоту и деревню Рейнтвейн (Германия) расчёт во главе с Соустиным уничтожил 4 вражеские пулемётные точки, более 10 вражеских солдат и подавил миномётную батарею. 15 апреля 1945 года награждён орденом Славы 2 степени.
В апреле 1945 года во время наступательных боёв на левом берегу реки Одер в районе города Зелов во главе расчёта подавил более 10 вражеских пулемётных точек, 3 противотанковых орудия, подбил 7 грузовых автомобилей и уничтожил более 20 пехотинцев противника. Указом Президиума Верховного Совета СССР от 15 мая 1946 года награждён орденом Славы 1 степени.
Демобилизован в 1947 году. После демобилизации жил в городе Топки Кемеровской области, работал машинистом тепловоза. С 1979 года находился на пенсии.